# Igor (cràter)
Igor és un petit cràter d'impacte localitzat a la part nord-oest de la Mare Imbrium, al costat nord-oest de la cara visible de la Lluna. Es troba a nord de Slava, gairebé al sud de Gena i al sud-est de Kostya. Els elements més destacables de la zona són el Promontorium Heraclides (30 km al nord) i el cràter C. Herschel (150 km al sud-sud-est) de l'àrea explorada pel Lunokhod 1.

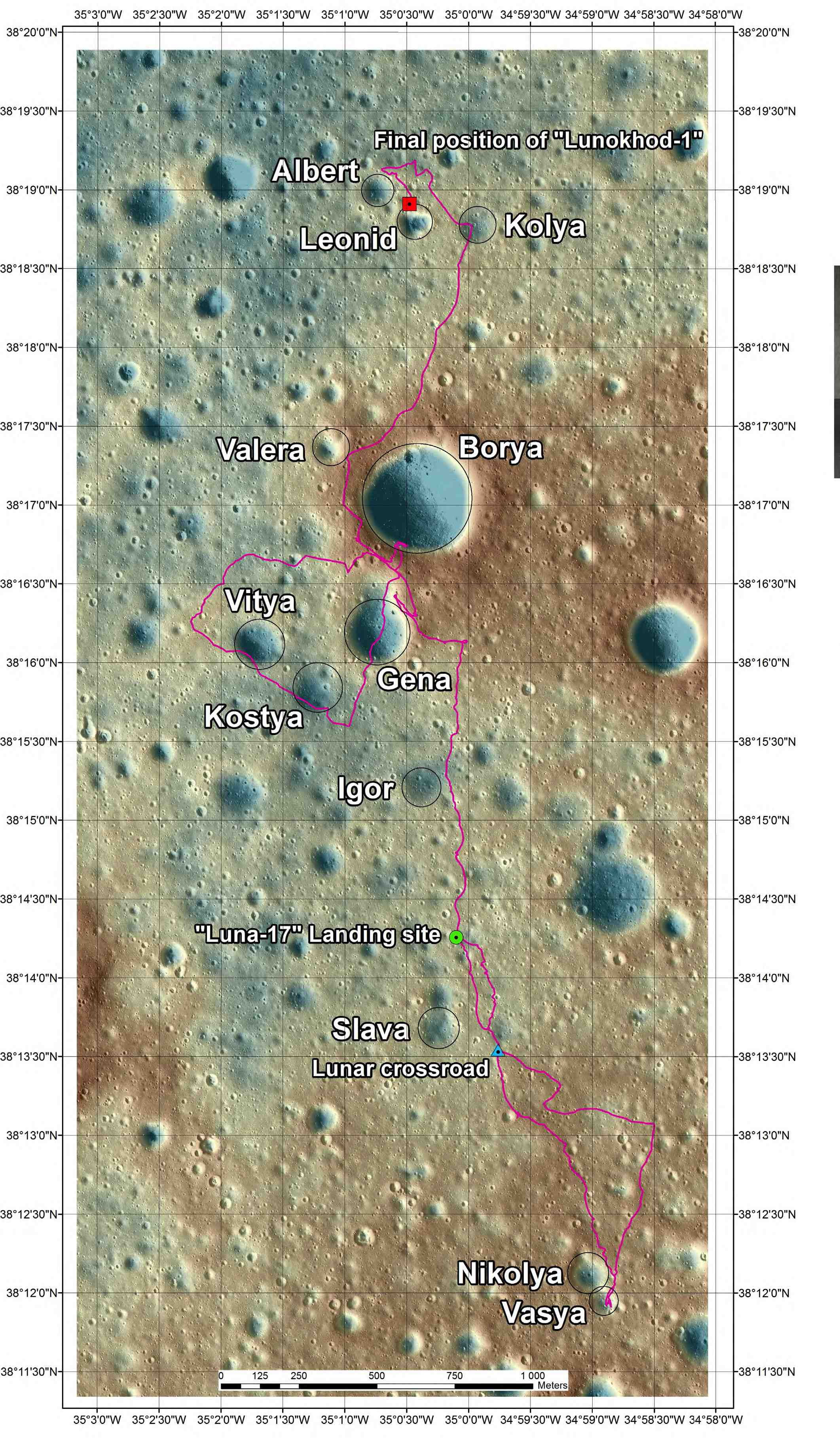
El cràter Igor al centre de la imatge, juntament amb alguns dels cràters pels quals va passar el Lunokhod 1
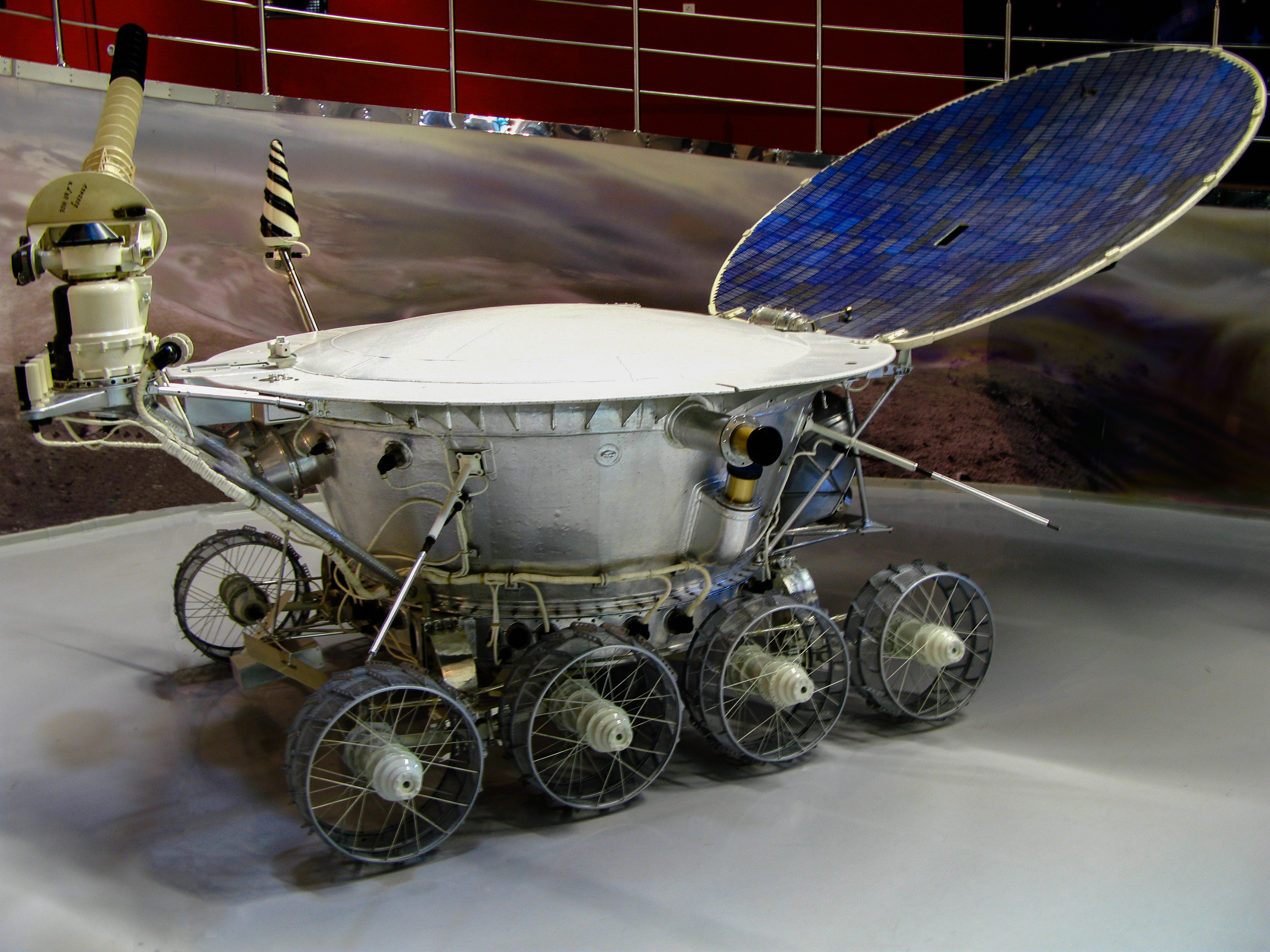
Rover Lunokhod 1 (Луноход-1)

El cràter porta el nom de la forma russa del nom masculí nòrdic Ingvar. És un dels 12 noms dels petits cràters situats a l'àrea recorreguda pel Lunokhod 1, aprovats per la Unió Astronòmica Internacional (UAI) el 14 de juny de 2012.
El mòdul terrestre de la missió soviètica Luna 17 va creuar la vora nord-est del cràter a mitjans de febrer de 1971, quan va passar al nord després de visitar el cràter Slava i es va dirigir cap al nord de Gena. La ubicació i la trajectòria del mòdul d'aterratge van ser determinats per Albert Abdrakhimov el 17 de març de 2010, basant-se en una imatge presa pel Lunar Reconnaissance Orbiter.